# گکوی شکم‌زرد خانگی
مارمولک خانگی شکم‌زرد (نام علمی: Hemidactylus flaviviridis) گونه‌ای مارمولک است که در سرده مارمولک خانگی قرار دارد. این گونه شب‌ها فعال هستند، گاهی در مناطق سایه‌دار یا درون ساختمان‌ها هنگام روز دیده می‌شوند.
شکل مدفوع آن همانند مدفوع موش کمی کوچکتر و دو قسمت دارد یکی تیره و دیگری سفید. که سفید کوچکتر است.

## زیستگاه
مناطق ساحلی و بیابانی گرم، اغلب در نواحی مسکونی یا ساختمان‌های متروکه و قدیمی واقع در مصر تا سومالی، عراق تا یمن، عمان، ایران، افغانستان تا هند و بنگلادش محل زیستگاه این گونه است.